# Hasegawa
Hasegawa Corporation is een Japans modelbouwfabrikant die voornamelijk bekend is van zijn plastic modelbouwdozen. Het bedrijf is gevestigd in Shizuoka en concurreert met het nabijgelegen Tamiya.

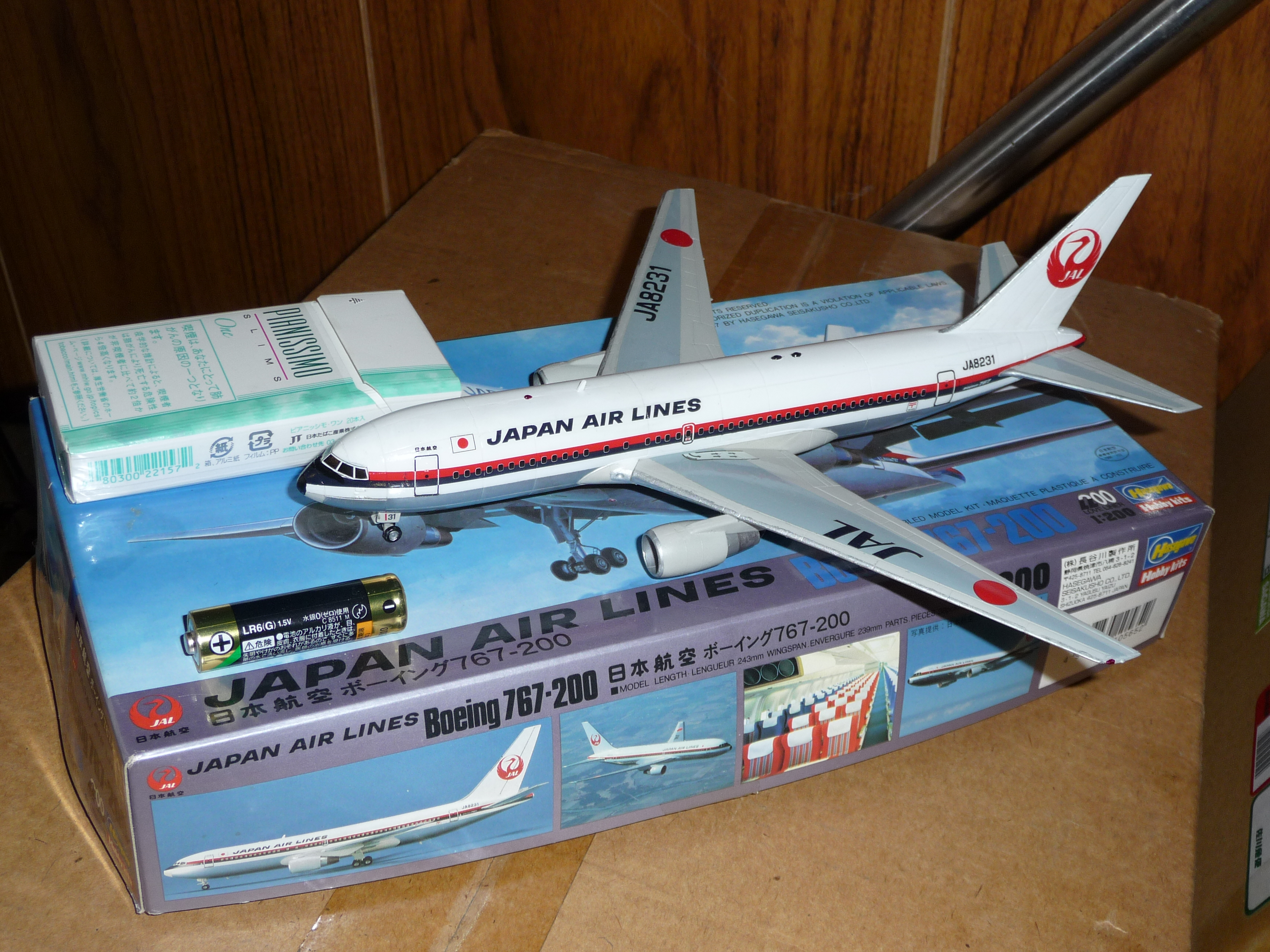
Miniatuurmodel van een Boeing 767-200.

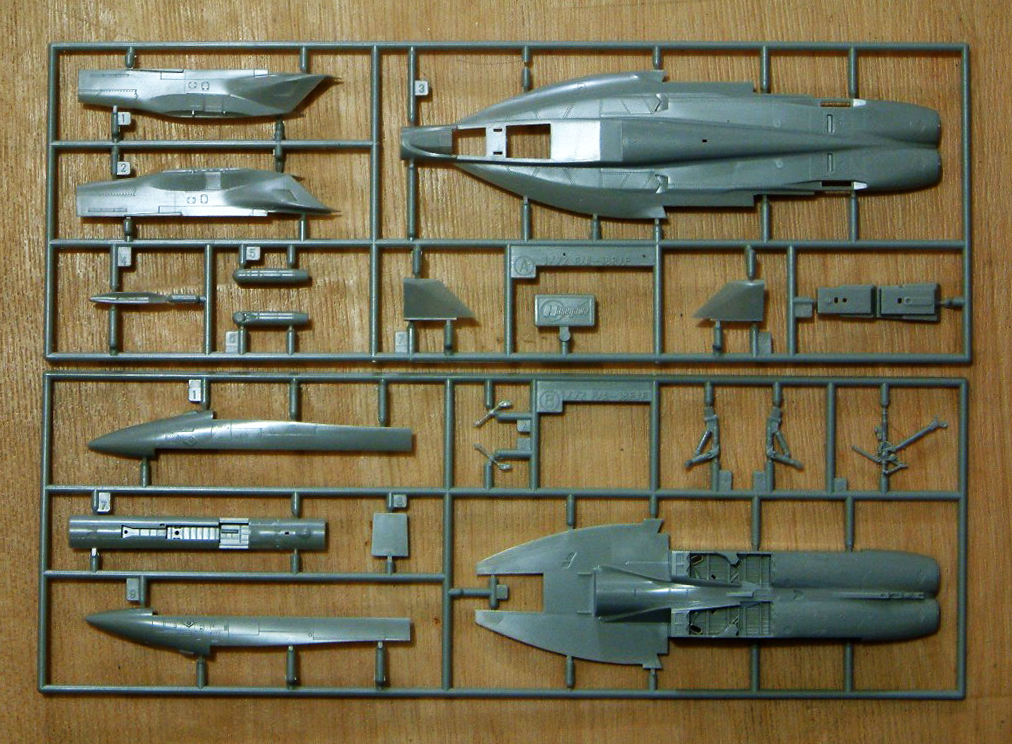
Plastic onderdelen van een F-18E vliegtuig.

## Geschiedenis
In 1941 startte Hasegawa als fabrikant van houten modellen bedoeld als leermiddel. In 1961 ging het bedrijf plastic modellen fabriceren met een zweefvliegtuig als eerste model. Een jaar later kwam het oorlogsschip Yamato op de markt, dat een commercieel succes werd met 150.000 verkochte exemplaren in datzelfde jaar. Ook de modellen van de Lockheed F-104 Starfighter en de P-51 Mustang werden een succes, en zorgden ervoor dat Hasegawa uitsluitend plastic modellen ging fabriceren.

## Modellen
De modelseries lopen van verschillende auto's tot motorfietsen, vliegtuigen, ruimteschepen en science-fiction-figuren. Schalen variëren van 1/700 tot 1/8.